# Craig Shakespeare
Craig Shakespeare (Birmingham, 26 ottobre 1963 – Leicester, 1º agosto 2024) è stato un allenatore di calcio e calciatore inglese, di ruolo centrocampista.

## Caratteristiche tecniche

### Giocatore
Fu un Centrocampista offensivo mancino, spesso sulla fascia sinistra.

## Carriera

### Giocatore
Cominciò la sua carriera nel Walsall, in Third Division, squadra nella quale militò in seguito per otto anni. Nel 1984 segnò al Chelsea nel pareggio per 2-2 in EFL Cup.
Dopo una breve parentesi nello Sheffield Wednesday, si trasferì per tre anni al West Bromwich Albion e per quattro al Grimsby. Chiuse la carriera tra i dilettanti nello Scunthorpe, nel Telford e nell'Hednesford.

### Allenatore

#### West Bromwich
Nel 1999 fu nominato ambasciatore del West Bromwich, col compito di rappresentare il club nei grassroots locali. Il 17 ottobre 2006, dopo l'esonero di Bryan Robson, divenne allenatore ad interim della squadra in attesa dell'arrivo di Tony Mowbray; la sua unica partita fu la vittoria per 2-0 in casa del Crystal Palace.

#### Assistente al Leicester City, all'Hull City ed in nazionale inglese
In seguito divenne assistente di Nigel Pearson, seguendolo prima al Leicester City, poi all'Hull City e infine nuovamente alle Foxes. Nel 2015, nonostante l'esonero di Pearson, il presidente Vichai Srivaddhanaprabha lo convinse a rimanere come vice del nuovo allenatore Claudio Ranieri, insieme a Paolo Benetti. Con l'allenatore italiano, il club vinse la prima Premier League della sua storia.
Nel 2016 divenne assistente di Sam Allardyce sulla panchina della Nazionale inglese, lasciando ad ottobre dopo le dimissioni del CT, costretto ad andarsene in seguito allo scandalo sulla compra-vendita illegale di giocatori; venne quindi sostituito da Steve Holland.

#### Leicester City
Il 23 febbraio 2017, a seguito dell'esonero di Claudio Ranieri, venne nominato con Mike Stowell allenatore ad interim del Leicester City. Debuttò il 27 febbraio, battendo il Liverpool per 3-1. Dopo aver battuto anche l'Hull City, il 12 marzo fu confermato fino alla fine della stagione. Il 14 marzo debuttò nelle coppe europee in occasione degli ottavi di ritorno di Champions League contro il Siviglia (andata persa al Sánchez-Pizjuán per 2-1), vincendo per 2-0 e accedendo così ai quarti.
Riuscì a raggiungere la salvezza con le Foxes venendo riconfermato dalla società con il rinnovo del contratto fino al 2020. Venne però esonerato il 17 ottobre, dopo sei punti in otto giornate.

#### Gli anni da vice di Allardyce e di Smith
Il 1º dicembre 2017 fu scelto da Sam Allardyce come suo vice all'Everton.
Dopo essere stato il secondo anche al Watford, divenne il vice di Dean Smith all'Aston Villa seguendolo anche al Norwich City e al Leicester City.

## Statistiche

### Statistiche da allenatore
Statistiche aggiornate al 16 Ottobre 2017.
| Stagione              | Squadra               | Campionato            | Campionato | Campionato | Campionato | Campionato | Coppe nazionali | Coppe nazionali | Coppe nazionali | Coppe nazionali | Coppe nazionali | Coppe continentali | Coppe continentali | Coppe continentali | Coppe continentali | Coppe continentali | Altre coppe | Altre coppe | Altre coppe | Altre coppe | Altre coppe | Totale | Totale | Totale | Totale | Vittorie % | Piazzamento      |
| Stagione              | Squadra               | Comp                  | G          | V          | N          | P          | Comp            | G               | V               | N               | P               | Comp               | G                  | V                  | N                  | P                  | Comp        | G           | V           | N           | P           | G      | V      | N      | P      | %          | Piazzamento      |
| --------------------- | --------------------- | --------------------- | ---------- | ---------- | ---------- | ---------- | --------------- | --------------- | --------------- | --------------- | --------------- | ------------------ | ------------------ | ------------------ | ------------------ | ------------------ | ----------- | ----------- | ----------- | ----------- | ----------- | ------ | ------ | ------ | ------ | ---------- | ---------------- |
| set.-ott. 2006        | West Bromwich         | FLC                   | 1          | 1          | 0          | 0          | FAC+FLC         | 0+0             | 0+0             | 0+0             | 0+0             |                    |                    |                    |                    |                    |             |             |             |             |             | 1      | 1      | 0      | 0      | 100,00&    | Sub., ad interim |
| feb.-giu 2017         | Leicester City        | PL                    | 13         | 7          | 2          | 4          | FAC+FLC         | 0+0             | 0+0             | 0+0             | 0+0             | UCL                | 3                  | 1                  | 1                  | 1                  | CS          | -           | -           | -           | -           | 16     | 8      | 3      | 5      | 50,00      | Sub. 12º         |
| lug.-ott. 2017        | Leicester City        | PL                    | 8          | 1          | 3          | 4          | FAC+FLC         | 0+2             | 0+2             | 0+0             | 0+0             |                    |                    |                    |                    |                    |             |             |             |             |             | 10     | 3      | 3      | 4      | 30,00      | Esonerato        |
| Totale Leicester City | Totale Leicester City | Totale Leicester City | 21         | 8          | 5          | 8          |                 | 2               | 2               | 0               | 0               |                    | 3                  | 1                  | 1                  | 1                  |             |             |             |             |             | 26     | 11     | 6      | 9      | 42,31      |                  |
| Totale Carriera       | Totale Carriera       | Totale Carriera       | 22         | 9          | 5          | 8          |                 | 0+2             | 0+2             | 0+0             | 0+0             |                    | 3                  | 1                  | 1                  | 1                  |             | -           | -           |             |             | 27     | 12     | 6      | 9      | 44,44      |                  |